# Dvanajstiški številski sistem
Dvanajstíški (duodecimálni, dúcatni) števílski sistém je številski sistem z osnovo 12. Poleg desetiških števk se uporabljata še črki A in B, oziroma pogosteje X in E.
V ZDA in 	Združenem kraljestvu obstajata dve društvi, ki si prizadevata, da bi nadomestili desetiški sistem z dvanajstiškim, ker naj bi ta bil matematično boljši in bolj priročenn v vsakdanjem življenju. Ker so 2, 3, 4, 6 delitelji števila 12, je 12 zelo priročno za zapis ulomkov. V primeri z deliteljema 2 in 5 v desetiškem sistemu, je dvanajstiški sistem prožnejši.
Uporaba dvanajstiškega sistema ni splošna. Dvanajstiške številke uporabljajo na primer v nepalskem jeziku Čepangov. Stari Rimljani so uporabljali dvanajstiški sistem za zapis ulomkov, drugače pa so uporabljali desetiški sistem. V Tolkienovi umetni pisavi Tengwar se je včasih uporabljal duodecimalni zapis števil.
Skozi zgodovino so število 12 uporabljali v mnogih civilizacijah. Verjamejo, da je 12 pojavitev polne Lune v letu razlog, da so uporabljali to število ne glede na kulturo. Tako se velikokrat pojavlja 12 mesecev v letu, 12 ur v uri, 12 tradicionalnih razdelitev časa v kitajskem dnevu, 12 zodiakalnih znamenj v horoskopu, 12 živalskih znamenj v kitajski astrologiji, 12 apostolov ipd. V mnogih evropskih jezikih kot so angleščina, francoščina in nemščina so se velikokrat uporabljali posebni izrazi za števili 11 in 12, namesto izrazov iz desetiškega sistema, kar kaže na to začetno miselnost v zvezi z osnovo 12.
V starejših enotah so se zaradi ugodnega imenovalca pojavljale manjše enote v dvanajstinah. Na primer 12 palcev v čevlju, 12 unč v funtu, 12 starobritanskih penijev v šilingu, 12 elementov v ducatu, 12 ducatov v grosu (velikem ducatu), 12 ducatov v velikem grosu.
|           |                                                                    | Desetiško                                                          |                                                                    |
| 10        | dvanajst (ali ducat)                                               | 12                                                                 |                                                                    |
| 100       | 1 gros                                                             | 122 =                                                              | 144                                                                |
| 1000      | 1 veliki gros                                                      | 123 =                                                              | 1728                                                               |
| 10,000    | dvanajst velikih grosov                                            | 124 =                                                              | 20,736                                                             |
| 100,000   | ?                                                                  | 125 =                                                              | 248,832                                                            |
| 1,000,000 | ?                                                                  | 126 =                                                              | 2,985,984                                                          |
|           |                                                                    |                                                                    |                                                                    |
| 15        | ducat in pet                                                       | ducat in pet                                                       | ducat in pet                                                       |
| 3E        | trije ducati in enajst                                             | trije ducati in enajst                                             | trije ducati in enajst                                             |
| XEE       | deset grosov enajst ducatov in enajst                              | deset grosov enajst ducatov in enajst                              | deset grosov enajst ducatov in enajst                              |
| 11E0      | en velik gros en gros enajst ducatov (= leto 2004)                 | en velik gros en gros enajst ducatov (= leto 2004)                 | en velik gros en gros enajst ducatov (= leto 2004)                 |
| 36.X17    | trije ducati in šest velikih grosov deset grosov en ducat in sedem | trije ducati in šest velikih grosov deset grosov en ducat in sedem | trije ducati in šest velikih grosov deset grosov en ducat in sedem |

Izraz »po grosu« (¹⁄144) bi zamenjal »procent« (¹⁄100).
Dvanajstiški sistem je uporabil leta 1935 F. Emerson Andrews v knjigi Nova števila: Kako bi privzetje dvanajstiškega sistema poenostavilo matematiko (New Numbers: How Acceptance of a Duodecimal Base Would Simplify Mathematics). Emerson je pokazal, da bi lahko zaradi razširjenosti deliteljev števila 12 v mnogih starejših utežnih in merskih enotah uspešno uporabili ta sistem. V svoji knjigi je predlagal in uporabil črki X in E {\displaystyle x\!} in {\displaystyle E\!} za zapis števil 10 in 11. Črki se dovolj razlikujeta od drugih. {\displaystyle x\!} spominja na rimsko številko X, {\displaystyle E\!} pa je prva črka za besedo »enajst« (eleven).

### Ulomki
Dvanajstiški ulomki so po navadi preprosti
¹⁄2 = 0,6[12]
¹⁄3 = 0,4[12]
¹⁄4 = 0,3[12]
¹⁄6 = 0,2[12]
¹⁄8 = 0,16[12]
¹⁄9 = 0,14[12]
ali se jim decimalke periodično ponavljajo (X = deset, E = enajst)
¹⁄5 = 0,24972497 ...[12] (zaokroženo na 0,25[12])
¹⁄7 = 0,186X35186X35 ...[12]
¹⁄X = 0,124972497 ...[12] (zaokroženo 0,125[12])
Kakor je opisano v članku o ponavljajočih decimalkah, lahko ulomek, ki je zapisan »desetiško«, izrazimo v celoti, če so vsi prafaktorji njegovega imenovalca tudi prafaktorji osnove. Zato so v desetiškem sistemu (10 = 2 · 5) ulomki, katerih imenovalci imajo za prafaktorje le 2 in 5, izpisani v celoti: ¹⁄8 = ¹⁄(2 · 2 · 2), ¹⁄20 = ¹⁄(2 · 2 · 5) in ¹⁄500 (22 · 53) lahko zapišemo natančno 0,125, 0,05 in 0,005. V ¹⁄3 in ¹⁄7 se decimalke ponavljajo (0,333... in 0,142857142857...). V dvanajstiškem sistemu (12 = 2 · 2 · 3) je ¹⁄8 zapisan natančno; v ¹⁄20 in ¹⁄500 se decimalke ponavljajo, ker vsebujeta prafaktor 5; ¹⁄3 je zapisan natančno, v ¹⁄7 pa se decimalke ponavljajo podobno kot v desetiškem sistemu.
Verjetno se prafaktorji 3 pri deljenju v resničnem življenju večkrat pojavljajo kot 5. Zaradi tega se v dvanajstiškem sistemu pri praktičnih uporabah ponavljajoče decimalke pojavijo manjkrat. To še posebej velja pri letnih obračunih, kjer je mesecev po navadi dvanajst.